# Saint James Paris

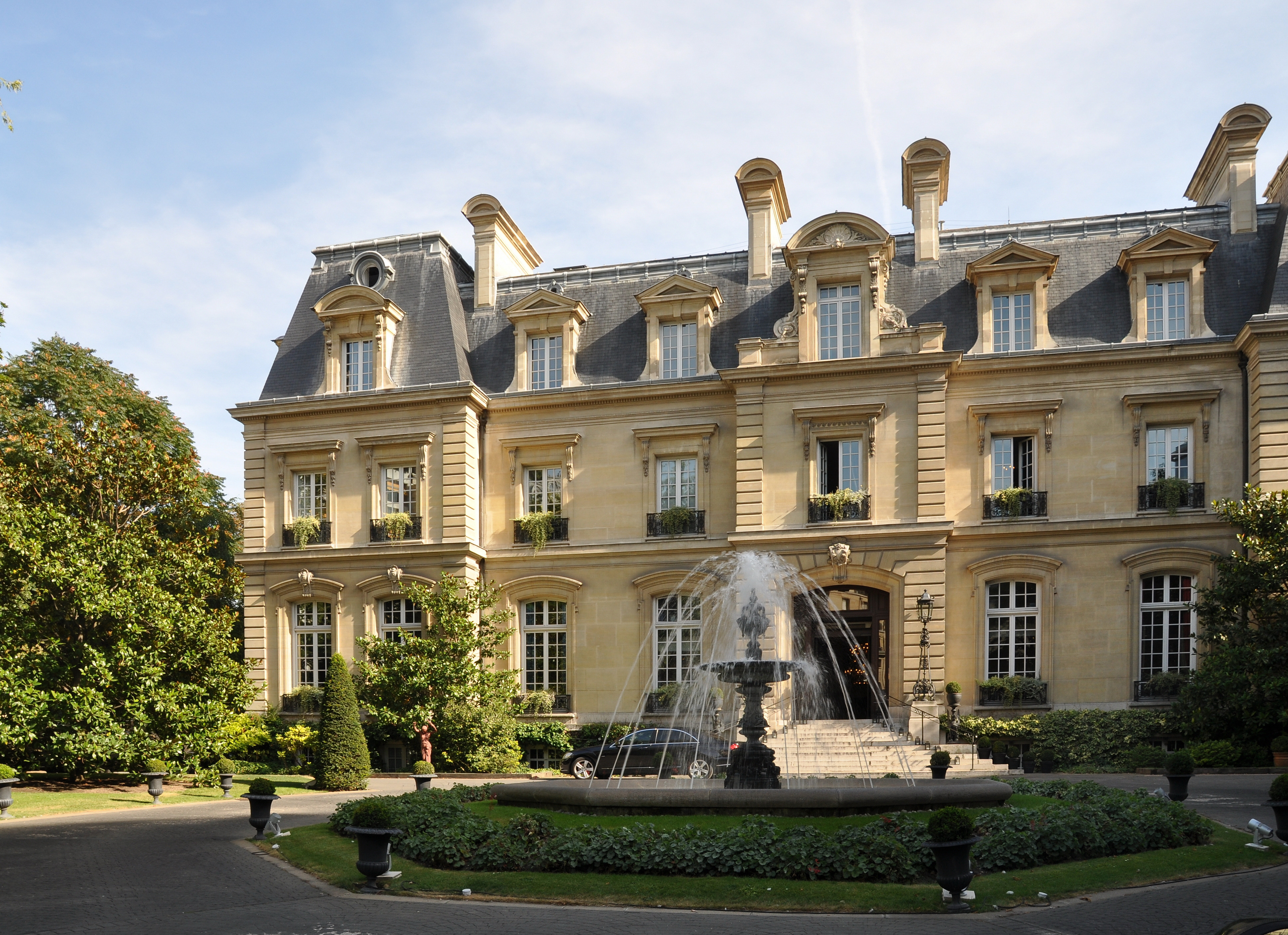
Het Saint James Paris, gevestigd in een neoklassiek stadspaleis.

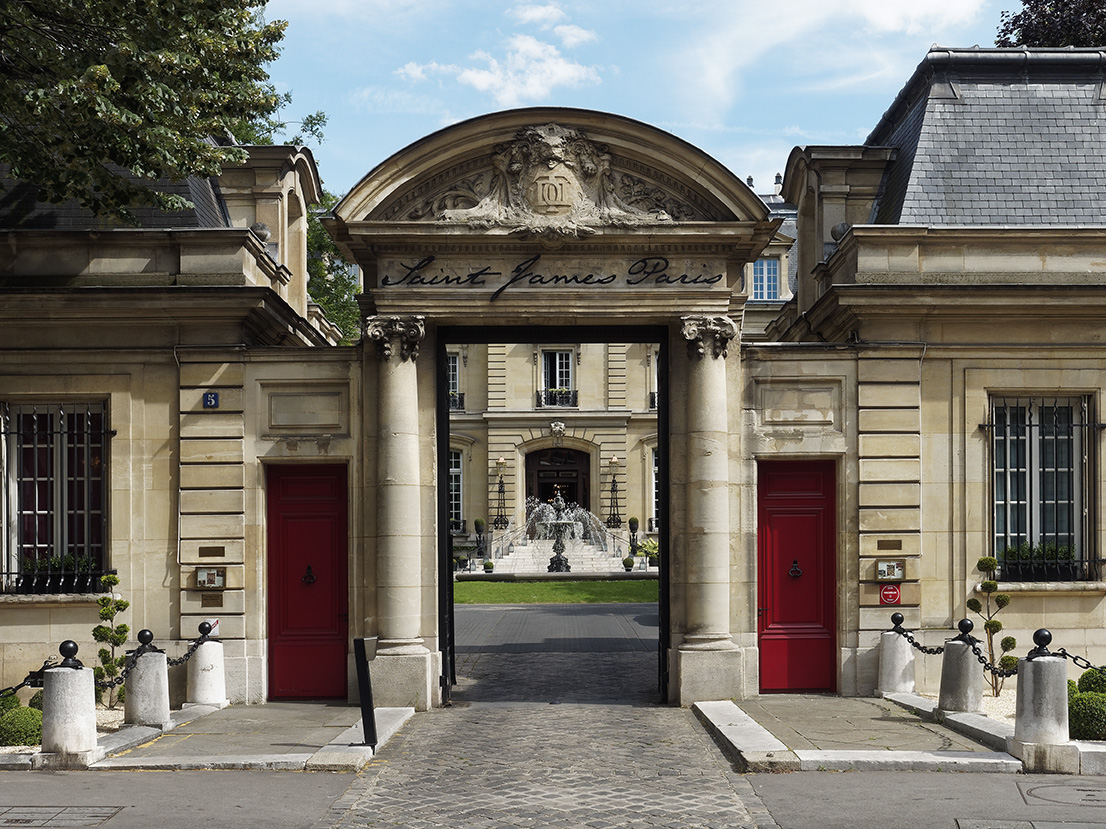
Ingang van het hotel op nummer 5, Place du Chancelier-Adenauer.

Het Saint James Paris is een luxe hotel,  gevestigd in een neoklassiek stadspaleis in de Franse hoofdstad Parijs. Het is daarnaast een privéclub waardoor het gebouw niet vrij te bezoeken is maar enkel door leden en gasten van het hotel. Het hotel is lid van Relais & Châteaux en eigendom van de Groupe Bertrand. Het ligt in het 16e arrondissement van Parijs aan 5 place du Chancelier-Adenauer.

## Geschiedenis
Het stadspaleis werd in 1892 gebouwd in opdracht van Élise Thiers, weduwe van Adolphe Thiers aan de rand van het Bois de Boulogne op de plek waar ooit de vertrekplaats van luchtballonnen lag. Lange tijd was hier een familiestichting gevestigd. In 1986 werd het intussen vervallen gebouw verkocht aan een Britse zakenman die hier een herenclub inrichtte naar voorbeeld van de Londense besloten clubs. Begin jaren negentig werd het herenhuis verkocht aan een Franse familie, gerenoveerd en omgevormd tot het huidige hotel.

## Beschrijving
Het hotel is volledig gerenoveerd door Bambi Sloan, die er zijn beroemde stijl crazy-chic toepaste. Het heeft 49 kamers en suites met elk een unieke inrichting, een restaurant, een bar met bibliotheek, een park en een Guerlainspa. In de tuin zijn bijenkorven en een moestuin te vinden.
Het Saint James Paris is het eerste hotel in Frankrijk dat ISO 50001-gecertificeerd is voor het beheersen en verminderen van zijn energievoetafdruk.